# Brynhilda (mytologie)

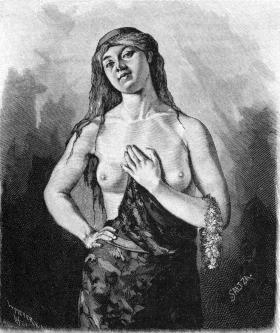
Brynhilda (Fredrik Sanders, 1893).

Brynhilda (ve staré severštině též Brynhildr, v nové horní němčině Brünhild) je v germánské mytologii jedna z mnoha valkýr, které slouží severskému bohu Ódinovi (ve staré norštině Óðinn). Brynhilda vystupuje jako jedna z hlavních postav několika básní v Písňové Eddě, je také postavou opery Valkýra a Ságy o Vølsunzích, kde vstupuje do života Sigurda (ve staré severštině Sigurð). Její obdoba, Brunhilda, vystupuje také v Sáze o Nibelunzích, její příběh je obdobný příběhům ze Ságy o Vølsunzích a Eddy.

## Brynhilda v Eddě a v Sáze o Vølsunzích

### Ódinovo prokletí
V tomto příběhu je Brynhilda patrně totožná s postavou Sigrdrífy, která je podle některých verzí mýtu prokletou valkýrou, kterou Sigurd zachrání. Podle Písňové Eddy je Brynhilda valkýrou, potrestanou Ódinem za to, že mezi dvěma králi nespravedlivě zvolila za vítěze toho pohlednějšího, čímž způsobila staršímu králi jistou smrt. Ódin ji uspal očarovaným šípem, ale později ji zachránil Sigurd, který předtím skolil draka Fáfnira. Následně, co se probudila ze spánku, naučila Sigurda rozličná kouzla, která jsou tradičně vyryta do kamene v podobě run. Mezi tyto kouzelné formule patří například tajemství vaření piva. S nejvyšší pravděpodobností pak počali jejich dceru Áslaug.

### Gunnarův a Sigurdův skok přes oheň
Gunnar (téže možná totožný s Gundaharem), syn krále Giukiho a bratr Gudrun (ve staré norštině Guðrún) se se Sigurdem utkal v soutěži o ruku Brynhildy. Soutěž spočívala v tom, že museli na svém koni přeskočit oheň. Gunnarova matka Grimhilda však využila svých kouzel a Sigurdovi dala lektvar zapomnění, aby na Brynhildu zapomněl a se oženil s Gudrun. Grimhilda však věděla, že jen Sigurd by byl soutěž vyhrál, a tak vyměnila svému synovi tělo se Sigurdem. Sigurd poté v Gunnarově těle na svém koni Granim soutěž vyhrál, a tak spolu s Brynhildou strávili tři noci, ale jen jako bratr a sestra s mečem mezi nimi. Brynhilda si potom musela splnit svůj slib a vzít si Gunnara.

### Brynhilda provdaná za Gunnara
Brynhilda v novém manželství s Gunnarem nebyla spokojená, milovala Sigurda, který byl manželem Gudrun a byl více váženějším mužem nežli Gunnar. Brynhilda následně přesvědčila Gunnara a jeho bratry Hogniho a Guthorma, aby Sigurda zbavili života, i když byli Sigurdovi jakožto novému členu rodiny zavázáni. Avšak Guthormar byl na přísahu příliš mladý, proto byl vybrán jako Sigurdův vrah. Jak a kde byl Sigurd zabit, se v různých příbězích liší. V jedné verzi byl Sigurd zabit v lese, v jiné byl naopak zavražděn v posteli vedle Gudrun. Všechny příběhy se shodují v tom, že před svou smrtí rozpřáhnutím svého meče jménem Gram přesekl Guthorma vejpůl. Gudrun poté truchlila a její bratři litovali vraždy i toho, že se nechali Brynhildou přesvědčit k takto hrůznému činu. Krátce nato se Brynhilda rozhodla zbavit se svého života, jelikož bez Sigurda její život již neměl smysl. Následně bylo Brynhildě obětováno mnoho jejích otrokyň, které jí měly sloužit v posmrtném životě. Poté byla přemístěna i podstatná část velkého pokladu, což bylo součástí jejího posmrtného rituálu a byla pohřbena v povozu, možná podobném Oseberské lodi. 

### Brynhildina cesta do záhrobí
Po kremaci se Brynhilda vydala hledat Sigurda do říše Hel. Jakmile se ocitla na její hranici, potkala zesnulou jotnarskou ženu, které pověděla příběh celého svého života a pokračovala cestu za svou láskou.  